# Hanweiler Sattel
Der Hanweiler Sattel ist eine 364 m ü. NHN Meter hoch gelegene Passhöhe im baden-württembergischen Rems-Murr-Kreis in Deutschland.

## Lage
Die über den Sattel führende Gemeindestraße verbindet Korb mit der namengebenden Ortschaft Hanweiler, einem Stadtteil von Winnenden. Über die Passhöhe führt ferner die Württemberger Weinstraße, auf dem Scheitel befindet sich ein größerer Wanderparkplatz. In der Region bekannt ist der Hanweiler Sattel für das alljährlich am 1. Mai  dort stattfindende Grillfest.
Die Auffahrt von Hanweiler her ist mit einem Kilometer Länge vergleichsweise kurz und bis zu 17 % steil, eng und auf 40 km/h limitiert. Die Korber Rampe ist 1,6 Kilometer lang und deutlich flacher. Geografisch gesehen liegt der Hanweiler Sattel zwischen dem Korber Kopf (456 m ü. NHN) im Nordwesten und dem Hörnleskopf (426 m ü. NHN) im Südosten, er ist zugleich der westlichste Punkt der von Ostsüdosten her abfallenden Buocher Höhe. Die relativ flache Passhöhe liegt im Schilfsandstein (Stuttgart-Formation), die beidseitigen Berge erheben sich – im Falle des Korber Kopfs inselhaft, bei der Buocher Höhe flächenhaft – bis hinauf zur Schichthöhe des Stubensandsteins (Löwenstein-Formation).